# Chondrostoma prespense
Chondrostoma prespense là một loài cá vây tia thuộc họ Cyprinidae.
Loài này có ở Albania, Hy Lạp, và Cộng hòa Macedonia.
Môi trường sống tự nhiên của chúng là sông ngòi và hồ nước ngọt.
Chúng hiện đang bị đe dọa vì mất môi trường sống.